# Uthina luzonica
Uthina luzonica är en spindelart som beskrevs av Simon 1893. Uthina luzonica ingår i släktet Uthina och familjen dallerspindlar. Inga underarter finns listade i Catalogue of Life.